# Proboloptera embolias
Proboloptera embolias är en fjärilsart som beskrevs av Edward Meyrick 1892. Proboloptera embolias ingår i släktet Proboloptera och familjen mätare. Inga underarter finns listade i Catalogue of Life.